# Orientstenskvätta
Orientstenskvätta (Oenanthe picata) är en asiatisk fågel i familjen flugsnappare inom ordningen tättingar.

## Utseende
Orientstenskvättan är en svartvit, 14,5 centimeter lång fågel med det för stenskvättorna typiska "T"-mönstret på stjärten. Den är mycket variabel i dräkten, vanligen behandlade som färgformer:
1. Hos svartbukiga 'opistholeuca' är hanen är kolsvart förutom den typiska stenskvätteteckningen på stjärten: vit övergump, undre stjärttäckare samt stjärtbas och stjärtidor, svart ändband och svarta centrala stjärtfjädrar. Honan är sotsvart.
2. Hanar av vitbukiga 'picata' har vit buk, medan honans buk är beigefärgad och hanens svarta delar ersatt av gråbrunt.
3. Hanar av vitkronade 'capistrata' liknar 'picata' men har vit nacke och hjässa. Honan är jordbrun där hanen är svart och buken beigefärgad.
De tre olika morferna motsvarar inte helt tre olika geografiska populationer, men verkar skilja på sig i övervintringsområdena.

## Utbredning och systematik
Arten förekommer i Iran, norra Baluchistan och Pakistan. Vintertid flyttar den norra delen av populationen till södra Iran och norra Indien, men även Oman och Förenade Arabemiraten. Tillfälligt har den påträffats i Saudiarabien och Qatar. Arten behandlas som monotypisk, det vill säga att den inte delas in i några underarter. 
Birdlife Sveriges taxonomikommitté delade 2024 upp orientstenskvättan i tre arter: "alajstenskvätta" (O. capistrata), "karakoramstenskvätta" (O. opistholeuca) och "afghanstenskvätta" (O. picata i begränsad mening). Även i verket Handbook of Western Palearctic Birds görs samma uppdelning. De är dräktsmässigt åtskilda och även om de hybridiserar med varandra i ett relativt stort område visar en studie att endast tio till 13 % av individerna i området är hybrider, vilket skulle kunna tyda på reproduktiva barriärer. Till yttermera visar studier att den både utseende- och lätesmässigt mässigt samt morfologiskt avvikande arten svartvit stenskvätta är genetiskt inbäddad i artkomplexet och allra närmast "afghanstenskvätta", som den även häckar sympatriskt med. I samband med att BirdLife Sverige anslöt till nybildade världslistan AviLists taxonomi i juni 2025 reverserades beslutet och orientstenskvättan behandlas återigen som en enda monotypisk art.

### Familjetillhörighet
Stenskvättorna ansågs fram tills nyligen liksom bland andra buskskvättor, stentrastar, rödstjärtar vara små trastar. DNA-studier visar dock att de är marklevande flugsnappare (Muscicapidae) och förs därför numera till den familjen.

## Levnadssätt
Orientstenskvättan är en vanligt förekommande fågel i arida och halvarida miljöer, i exempelvis ödsliga klippområden, sanddyner med buskvegetation, jordbruksområden, raviner och i närheten av nomadiska bosättningar. Den anländer till häckningsreviren i mars i Balcuhistan eller i mitten av april i Chitral och stannar till september. Den ses i vinterkvarteren från början av augusti till slutet av mars.

## Status och hot
Arten har ett stort utbredningsområde och en stor population med stabil utveckling. Utifrån dessa kriterier kategoriserar IUCN arten som livskraftig (LC). Världspopulationen har inte uppskattats, men den beskrivs som allmänt förekommande.